# 伊藤信徳
伊藤 信徳（いとう しんとく、1633年（寛永10年）- 1698年11月15日（元禄11年10月13日））は、江戸時代前期の俳人。通称は助左衛門。別号に梨柿園、竹犬子等がある。姓は山田ともと伝えられている。

## 経歴・人物
京都の優雅な商人の子として生まれる。幼年期より自身の家業のため全国を行脚する事が頻繁あった。1645年（正保元年）頃に貞門派の高瀬梅盛の門人となり、俳諧を学び始める。
後に菅野谷高政や田中常矩らに師事し、談林派に転じ江戸にて松尾芭蕉や山口素堂ら多くの著名な俳人と親交を持った。1677年（延宝5年）には芭蕉、素堂との共著『江戸三吟』を執筆し翌1678年（延宝6年）に刊行した。その後も芭蕉の作風を踏まえた俳諧を学び、多くの著書を刊行する。元禄の頃には、池西言水や信徳と同じ梅盛門下の斎藤如泉、三上和及、中尾我黒ら共に京都における代表的な俳諧師となった。

## 主な著作物

### 代表的な著書
- 『江戸三吟』- 1678年（延宝6年）刊行。

### その他の著書
- 『信徳十百韻』- 1673年（延宝元年）成立[5]。
- 『七百五十韻』- 1681年（天和元年）成立[5]。